# Émile Kolb
Émile Kolb (* 3. Juni 1902 in Differdingen; † 1. September 1967 in Paris) war ein luxemburgischer Fußballspieler.

## Spielerkarriere
Kolb verbrachte seine gesamte Karriere in seiner Heimatstadt bei den Red Boys Differdingen. Mit diesem Verein gewann er vier luxemburgische Meisterschaften und wurde siebenmal Pokalsieger.
Zwischen 1924 und 1931 bestritt er 14 Länderspiele für die Luxemburgische Fußballnationalmannschaft. Kolb wurde anlässlich der Olympischen Spiele 1924 in Paris und  1928 in Amsterdam in das luxemburgische Aufgebot berufen. Er kam in beiden Turnieren zum Einsatz.

## Erfolge
- Luxemburgischer Meister: 1923, 1926, 1931 und 1932
- Luxemburgischer Pokalsieger: 1925, 1926, 1927, 1929, 1939, 1931 und 1934